# Костел Святого Івана Хрестителя (Самбір)
Костел Святого Івана Хрестителя (також Костел Мучеництва святого Йоана Хрестителя) — латинська церква в місті Самбір Львівської області. Є діючою і підпорядкована Самбірському деканату Римо-католицької церкви в Україні. Це найвища і найстаріша споруда міста. Костел Івана Хрестителя є пам'яткою архітектури XVI століття загальнодержавного значення, охоронний № 398.

## Історія
У XIV столітті тут була римо-католицька парафія з маленьким дерев'яним костелом, зведеним близько 1370 року. Після нападу татар на Поділлі та Галичину в 1498 році цей костел згорів дотла. У середині XVI століття на його місці почалося будівництво нового, кам'яного храму за проєктом польського архітектора Юзефа Тарновчика. На фасаді костелу зберігся напис «1530», тому саме цей рік можна вважати роком початку будівництва святині. Будівельні роботи тривали досить довго і завершилися у 1573—1574 роках зведенням склепіння костелу. Освятив новозбудований костел архієпископ Я. Соліковський. Втім, вже у 1637 році костел потерпів від великої пожежі, внаслідок якої завалилися башта і склепіння, вціліли лише бічні нави. До 1642 року костел повністю відбудували, у 1664 році його повторно освятив єпископ С. Сарновський.
У 1846 році костел знову горів, цього разу вогонь знищив дах і значно пошкодив склепіння над хором; після пожежі костел знову відбудовують. У 1880-х роках велися роботи із оздоблення і реставрації будівлі: у 1886—1887 роках на карнизах встановили металеві решітки, у 1889 році відновили бокові нави, у 1893 році — притвор, художник Я. Табінський виконав розписи головної нави. У 1923 році на вікна встановили вітражі, а в 1929 році розписали хори.
З 1864 по 1865 рік у цьому храмі служив єпископ Йосип Пельчар, якого католицька церква визнала святим.
Після Другої світової війни костел залишався діючим, тут працював о. Казимир Мончинський. З 1990 року костелом святого Івана Хрестителя опікуються отці-воскресінці із згромадження Воскресіння ГНІХ та черниці згромадження Сестер Францисканок Родини Марії. У 2001—2002 пройшла чергова реставрація будівлі костелу.

## Опис
Будівля костелу зведена із цегли та каменю, в архітектурному плані належить до базилікального типу церков: тринавна, складається із квадратного у плані основного об'єму, видовжених хорів із гранчастою апсидою і масивної вежі-дзвіниці, розташованої на західному фасаді. Симетричність плану будівлі дещо порушена прибудованим з північного боку хорів приміщенням та напівкруглою вежею між дзвіницею і північною бічною навою, в якій облаштовані кам'яні сходи на хори та верхні поверхи дзвіниці. Стіни костелу укріплені контрфорсами. Башта-дзвіниця квадратна у плані, складається із чотирьох ярусів, останній з яких восьмигранний, завершується шоломоподібною банею із ліхтарем.
Костел будувався досить довго, у два етапи, тому в його архітектурі поєднані риси готики та ренесансу. Найдавніша частина будівлі, зведена у 1530—1565 роках, — хор із бічним приміщенням, в їх оформленні збереглися елементи готичного стилю: зірчасті склепіння хору із кам'яними нервюрами, стрільчасті вікна та арки, готичні двері бічного приміщення. Основний тринавний об'єм костелу зведений після пожежі 1637 року і має риси архітектури ренесансу: циліндричне склепіння із розпалубками головної нави та хрестове у бічних. До того ж періоду належить і ліпний декор склепіння головної нави.
Біля костелу стояв одноповерховий парафіяльний будинок, у якому діяла польська парафіяльна школа. У 1715—1727 роках на місці старої шкільної будівлі побудували муровану, яка збереглася донині. Тепер у ній міститься Музей «Бойківщина». У 1990—2000 біля костелу звели новий парафіяльний будинок.
При костелі діяв шпиталь, який проіснував до початку ХІХ століття.
Перед костелом встановлено пам'ятник Папі римському Івана Павла II. Пам'ятник освятив єпископ Мар'ян Бучек 18 травня 2007 року.

## Галерея

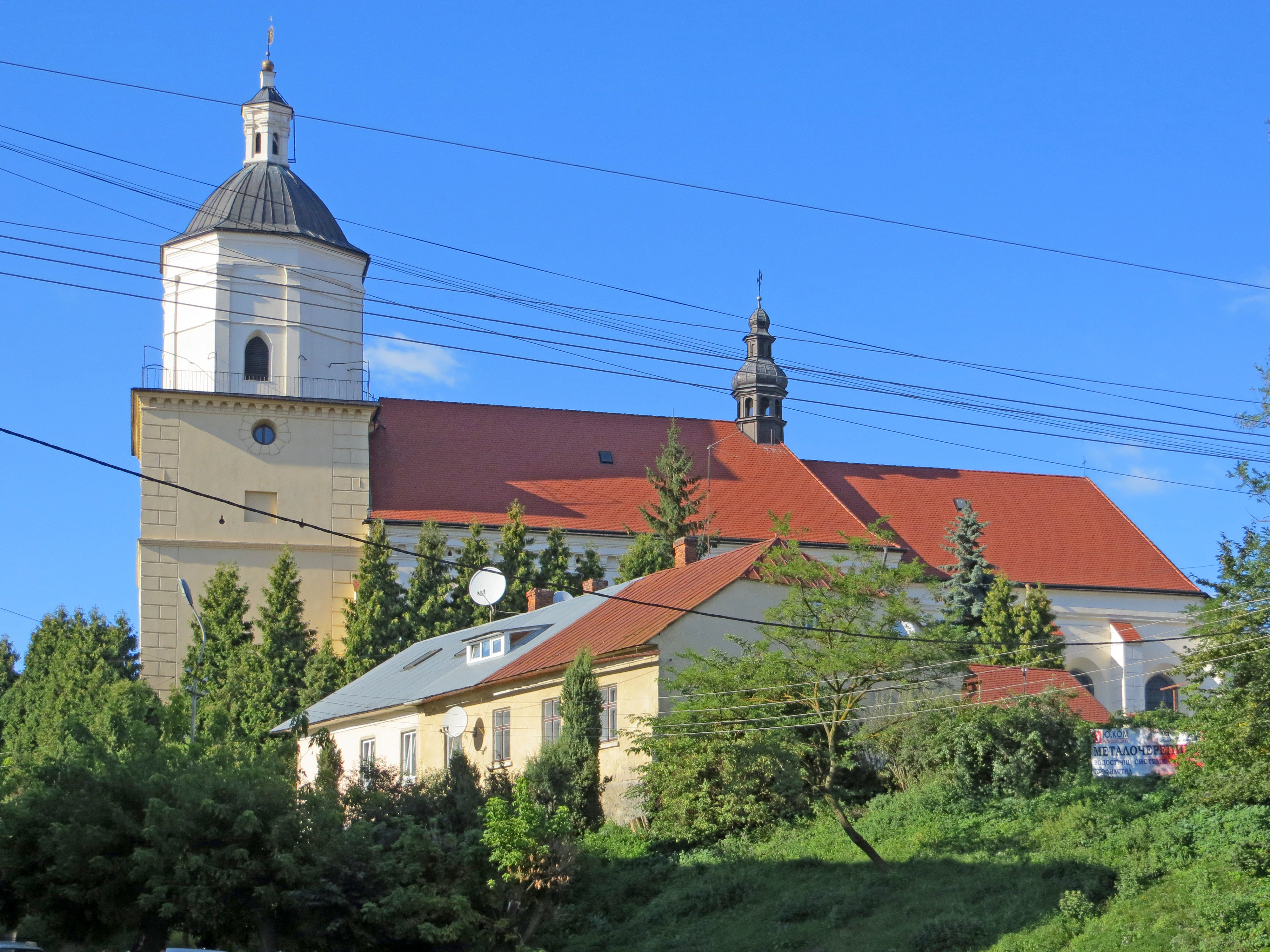
Костел із півдня
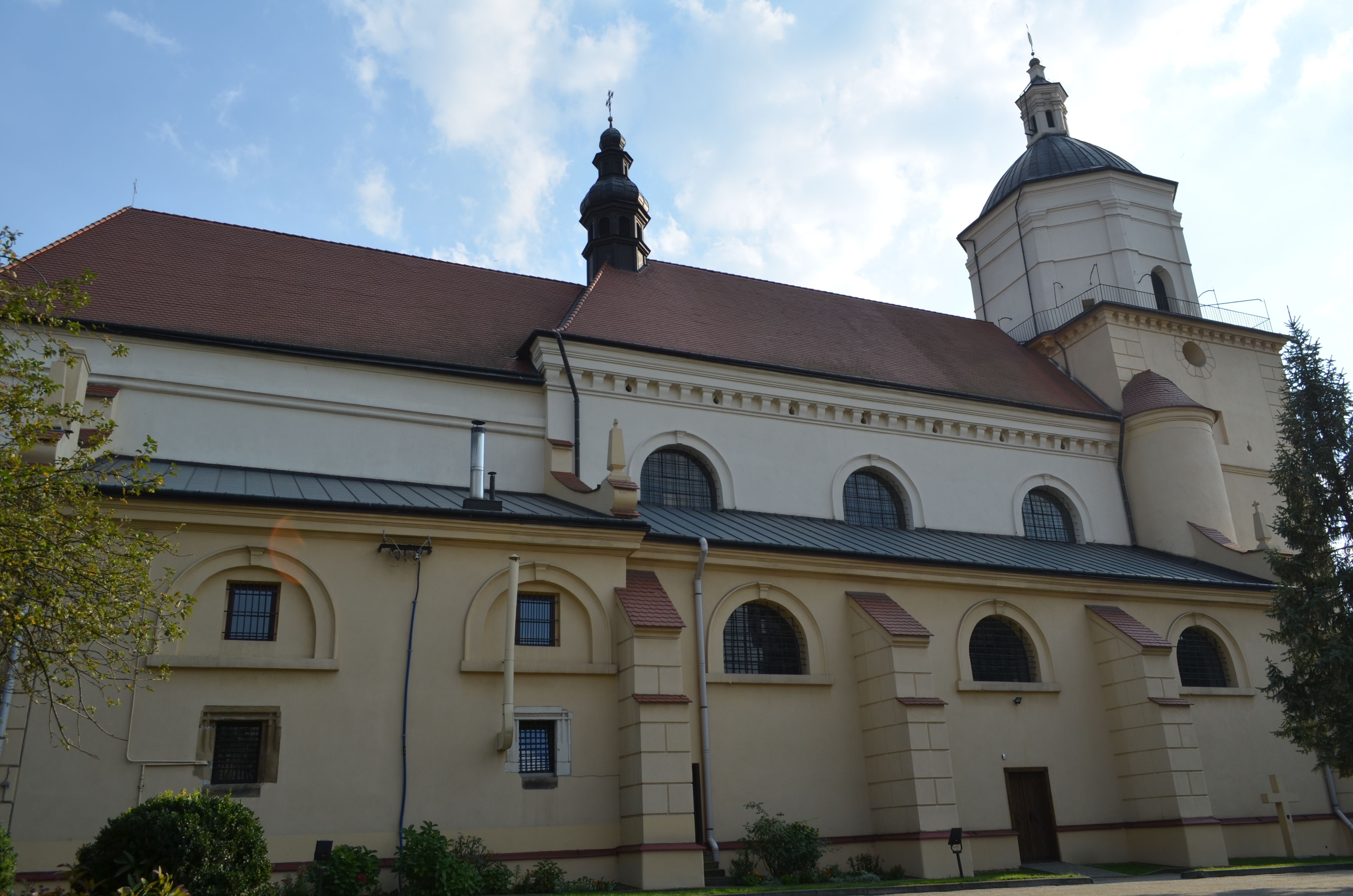
Вигляд із півночі
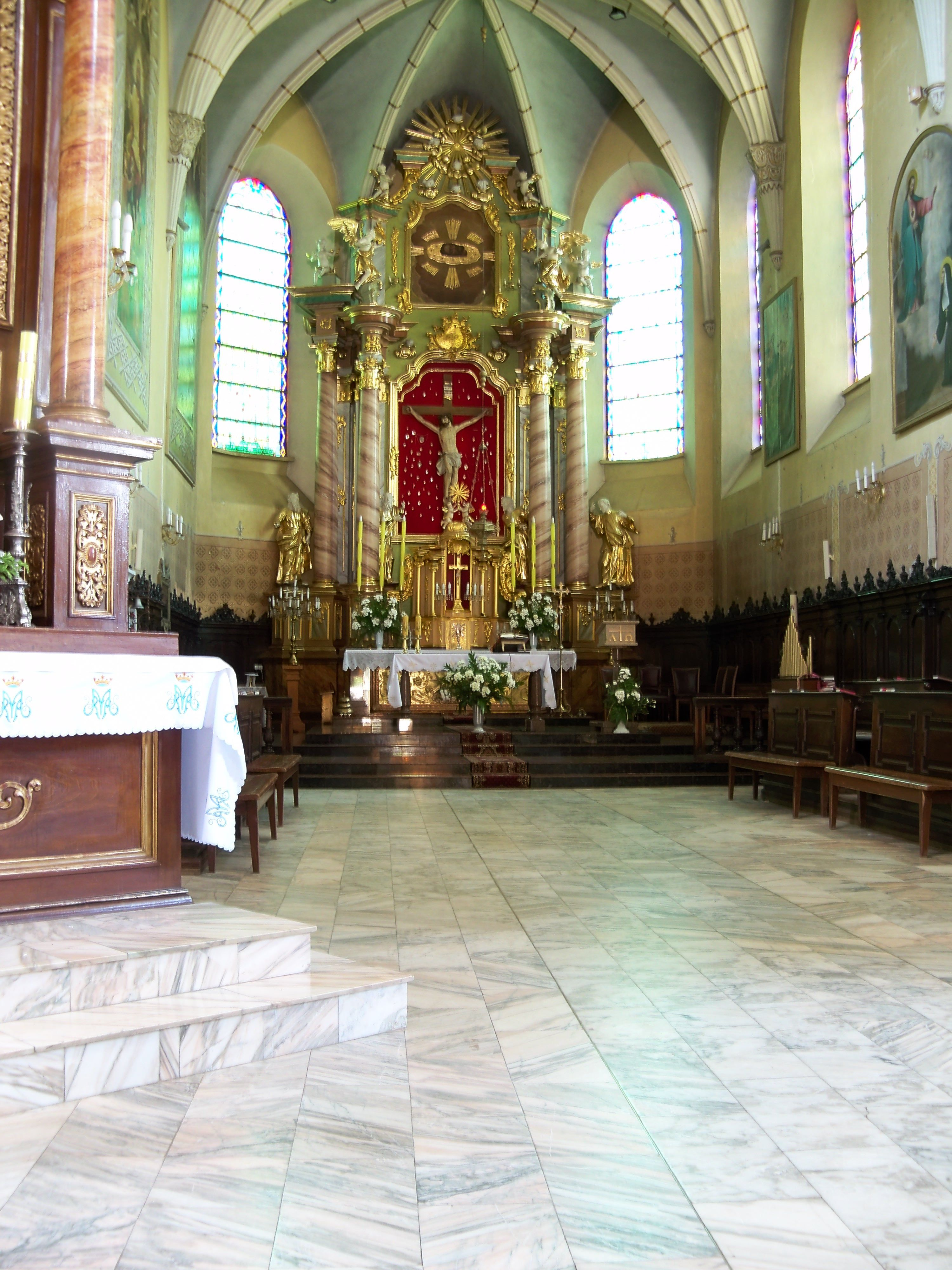
Інтер'єр